# Референдум о независимости Черногории (2006)
Референдум о независимости Черногории — референдум о независимости Черногории и выходе её из состава Государственного Союза Сербии и Черногории состоялся 21 мая 2006 года. Общая явка на референдуме составила 86,5 %. Для того, чтобы Черногория вышла из государственного союза с Сербией требовалось 55 % голосов проголосовавших. ЕС, ООН, КНР и Россия выразили намерение уважать результаты референдума.
55,5 % проголосовали за независимость Черногории и 44,5 % отдали свои голоса против нарушения государственного союза с Сербией.
К 23 мая результаты референдума были признаны всеми пятью постоянными членами Совета Безопасности ООН, что свидетельствовало о том, что после провозглашения независимости Черногорией последует её международно-правовое признание. 31 мая были обнародованы результаты референдума, которые подтверждали независимость Черногории. После этого 3 июня 2006 года парламент Черногории официально опубликовал декларацию о независимости.
После этого Государственный Союз Сербии и Черногории прекратил своё существование. Сербия стала правопреемницей Государственного Союза Сербии и Черногории. Правительство страны заявило о том, что в самой Сербии вскоре будет принята новая конституция.

## Конституционное законодательство
Процесс выхода из состава государственного союза Сербии и Черногории регулировался Конституционной хартией Сербии и Черногории, принятой 4 февраля 2003 года парламентом Союзной Республики Югославия. Статья 60 Конституции требовала, чтобы прошло не менее трёх лет с момента ратификации данной хартии, до того как одна из республик может выйти из Государственного Союза. Также государство, которое выходит из союза, отказывается от всех прав на политическую и правовую преемственность и не может являться правопреемником Государственного Союза Сербии и Черногории. Это означало, что выходящее из союза государство (в данном случае Черногория), подавая заявку на вступление в международные организации (например в Организацию Объединённых Наций) должна быть признана мировым сообществом, а Сербия становится правопреемницей Государственного Союза Сербии и Черногории.

## На пути к референдуму
По Конституции Черногории государственный статус не может быть изменён без всенародного референдума. Закон о референдуме был внесён на обсуждение в черногорский парламент президентом Филипом Вуяновичем. 2 марта 2006 года закон о референдуме был единогласно принят.
Принятый закон о референдуме обязывал парламент уважать результаты волеизъявления народа. Результаты референдума должны быть обнародованы в течение 15 дней, а решение, которое будет вынесено в ходе голосования должно быть исполнено в течение 60 дней. Руководство Сербии заявило, что оно будет уважать результаты референдума, и не вмешиваться в суверенитет Черногории.

## Предпосылки проведения референдума
Переговоры между властями Черногории и оппозицией об условиях проведения референдума шли с начала 2006 года. Первоначально оппозиция, выступавшая против самостоятельности Черногории, категорически отказывалась обсуждать даже самую идею проведения референдума. Евросоюз предложил своё посредничество. Посредническая миссия была возложена на спецпредставителя ЕС Мирослава Лайчака. В ходе дальнейшего обсуждения оппозиция приняла идею референдума и договорилась с правящей коалицией об условиях его проведения. Тем не менее, оставались расхождения по ключевому вопросу — о большинстве, необходимом для принятия решения.
Согласно черногорскому закону о референдуме, для принятия решения было необходимо набрать 50 % плюс один голос участвовавших в референдуме при обязательной явке в 50 %. Оппозиция же требовала обеспечить участие в референдуме не только населения самой Черногории, но и черногорцев, живущих в Сербии. В этих условиях Мирослав Лайчак предложил свою формулу: Евросоюз признает независимость Черногории, если за неё проголосуют 55 % от числа участвующих в референдуме. Эта формула вызвала бурно негативную реакцию в Черногории. Сторонник независимости премьер-министр Мило Джуканович предупредил, что она несёт в себе опасность для стабильности Черногории.

## Вопрос референдума
Вопрос заданный на референдуме звучал так:

Желаете ли Вы, чтобы Республика Черногория стала независимым государством с полным международно-правовым суверенитетом?
Оригинальный текст (серб.)Желите ли да Република Црна Гора буде независна држава са пуним међународно-правним субјективитетом?

## Блоки
За независимость выступали следующие политические силы:
- Демократическая партия социалистов Черногории;
- Социал-демократическая партия Черногории;
- Гражданская партия Черногории;
- Либеральная партия Черногории;
- Народное единство Черногории;
- Албанский демократический союз;
- Бошнякская партия;
- Хорватская гражданская инициатива.

Сторонники независимости делали ставку на историю Черногории и права национальных меньшинств. Черногория была признана независимым государством ещё в 1878 году в ходе Берлинского конгресса. В 1918 году независимость страны была ликвидирована, когда в условиях окончания Первой мировой войны ассамблея Черногории приняла акт объединения с Сербией. Сторонники независимости обещали всем национальным меньшинствам полное соблюдение их прав в независимой Черногории. Лидером сторонников независимости являлся Мило Джуканович.
За продолжение союза с Сербией выступали:
- Социалистическая народная партия Черногории;
- Народная партия Черногории;
- Демократическая сербская партия;
- Сербская народная партия.

Оппозиционные политические силы, выступавшие за сохранение Сербии и Черногории, объединившиеся в «Блок за любовь», делали ставку на поддержку ЕС (который советовал черногорскому руководству не спешить с вопросом об отделении) и на наличие обширных связей с Сербией. «Юнионисты» утверждали, что правящая элита, выступающая за независимость пытается превратить Черногорию в «частное владение» и убежище для преступников. Также сторонники союза утверждали, что нельзя обрывать исторические связи с Сербией, поскольку 73 % граждан Черногории имеют близких родственников в Сербии. Лидером «юнионистов» являлся оппозиционер Предраг Булатович.

## Голосование
Референдум проходил 21 мая 2006 года в воскресенье. В 21:00 по местному времени голосование завершилось. Согласно первоначальным данным, в голосовании приняли участие 86,7 % внесенных в списки избирателей.
Ночью после завершения голосования лидер сторонников отделения Мило Джуканович дал пресс-конференцию, на которой заявил, что, по его данным, за независимость проголосовало 55,5 % участвовавших в референдуме. В процессе подсчёта давались цифры от 55,3 % до 56,3 %, проголосовавших за независимость. По данным экзит-поллов за отделение проголосовали 55,3%.
22 мая 2006 года после подсчёта голосов по данным Республиканской комиссии по организации референдума в Черногории председатель комиссии референдума, представитель ЕС Франтишек Липка сообщил, что за выход Республики Черногории из состава государственного сообщества Сербии и Черногории высказались 55,5 % голосовавших, за союз Сербии и Черногории — 44,5 % участников референдума.
Подведение окончательных результатов было отложено в связи с оспариваением 19 тыс. голосов. Лидер оппозиции Предраг Булатович отказался признать результаты референдума, заявив, что информацию об итогах голосования нельзя считать окончательной. Он потребовал полного пересчёта голосов, однако комиссия заявила, что голосование проводилось в соответствии с правилами, согласованными как сторонниками, так и противниками независимости.
23 мая 2006 года избирательная комиссия Черногории объявила результаты референдума. Явка на референдуме составила 86,49 %. 55,49 % голосовавших высказались за независимость. 44,51 % высказались за сохранение союза Сербии и Черногории.
Большинство муниципалитетов, где основным населением являлись сербы, проголосовали за союз; больше всего за независимость проголосовали в населённых албанцами и боснийцами Улцине и Рожае. В регионах на границе с Сербией и Боснией большинство высказалось против независимости. В муниципалитете Плужине, населённом сербами, 75 % проголосовали за союз. В центральных районах Черногории, где большинство населения составляли черногорцы, сторонники независимости имели значительную поддержку. В прибрежных районах около 60 % высказались за независимость. На юге в муниципалитете Улцинь, где большинство населения составляют албанцы, за независимость проголосовали 87 %.
| Муниципалитет | Зарегистр. избирателей | Явка              | Действительных голосов «Да» | Действительных голосов «Нет» |
| ------------- | ---------------------- | ----------------- | --------------------------- | ---------------------------- |
| Андриевица    | 4 369                  | 3 928 (89,91 %)   | 1 084 (27,74 %)             | 2 824 (72,26 %)              |
| Бар           | 32 255                 | 26 382 (81,79 %)  | 16 640 (63,67 %)            | 9 496 (36,33 %)              |
| Беране        | 28 342                 | 24 051 (84,86 %)  | 11 268 (47,17 %)            | 12 618 (52,83 %)             |
| Биело-Поле    | 40 110                 | 35 051 (87,39 %)  | 19 405 (55,69 %)            | 15 437 (44,31 %)             |
| Будва         | 12 797                 | 11 199 (87,51 %)  | 5 915 (53,32 %)             | 5 179 (46,68 %)              |
| Даниловград   | 11 784                 | 10 669 (90,54 %)  | 5 671 (53,71 %)             | 4 887 (46,29 %)              |
| Жабляк        | 3 407                  | 3 096 (90,87 %)   | 1 188 (38,67 %)             | 1 884 (61,33 %)              |
| Колашин       | 7 405                  | 6 820 (92,10 %)   | 2 852 (42,22 %)             | 3 903 (57,78 %)              |
| Котор         | 17 778                 | 14 897 (83,79 %)  | 8 200 (55,70 %)             | 6 523 (44,30 %)              |
| Мойковац      | 7 645                  | 6 923 (90,56 %)   | 3 016 (43,93 %)             | 3 849 (56,07 %)              |
| Никшич        | 56 461                 | 50 737 (89,86 %)  | 26 387 (52,63 %)            | 23 790 (47,37 %)             |
| Плав          | 12 662                 | 8 941 (70,61 %)   | 7 016 (78,92 %)             | 1 874 (21,08 %)              |
| Плужине       | 3 329                  | 2 959 (88,89 %)   | 716 (24,30 %)               | 2 230 (75,70 %)              |
| Плевля        | 27 882                 | 25 268 (90,62 %)  | 9 115 (36,28 %)             | 16 009 (63,72 %)             |
| Подгорица     | 129 083                | 113 915 (88,25 %) | 60 626 (53,67 %)            | 52 345 (46,33 %)             |
| Рожае         | 19 646                 | 15 239 (77,57 %)  | 13 835 (91,33 %)            | 1 314 (8,67 %)               |
| Тиват         | 10 776                 | 8 800 (81,66 %)   | 4 916 (56,45 %)             | 3 793 (43,55 %)              |
| Улцинь        | 17 117                 | 13 985 (81,70 %)  | 12 256 (88,50 %)            | 1 592 (11,50 %)              |
| Херцег-Нови   | 24 487                 | 20 220 (82,57 %)  | 7 741 (38,66 %)             | 12 284 (61,34 %)             |
| Цетине        | 15 077                 | 13 538 (89,79 %)  | 11 532 (86,38 %)            | 1 818 (13,62 %)              |
| Шавник        | 2 306                  | 2 123 (92,06 %)   | 906 (43,08 %)               | 1 197 (56,92 %)              |
| Тюрьмы        |                        | 495               | 379 (77,82 %)               | 108 (22,18 %)                |
| Всего         | 484 718                | 419 236 (86,49 %) | 230 711 (55,50 %)           | 184 954 (44,50 %)            |

## Международная реакция
22 мая 2006 года президент Хорватии Стипе Месич отправил поздравительную телеграмму в Подгорицу. Месич был первым иностранным лидером, отреагировавшим на положительный итог референдума для сторонников независимости. Генеральный секретарь Совета Европейского союза Хавьер Солана поздравил Черногорию с «успешным» референдумом и отметил, что высокая 86-процентная явка подтверждает легитимность процесса. Комиссар ЕС по вопросам расширения Олли Рен заявил: «Европейское будущее открыто для Черногории, как и для Сербии, если только они будут отвечать различным критериям, в особенности в части сотрудничества с МТБЮ».
23 мая представитель США заявил, что «референдум был проведен в соответствии с требованиями ОБСЕ и Совета Европы и другими международными стандартами демократических избирательных процессов». Также США призвали Подгорицу и Белград сотрудничать для решения практических вопросов, необходимых для осуществления воли народа Черногории, выраженной на референдуме. МИД России 23 мая выступил с заявлением в котором говорилось, что «Россия с уважением относится к волеизъявлению принявших участие в референдуме черногорских граждан, больше половины которых высказались за независимость Черногории». Кроме этого российская сторона призвала Черногорию и Сербию приступить к конструктивному, доброжелательному и всестороннему диалогу с целью выработки взаимоприемлемых политических решений, касающихся выстраивания их дальнейших взаимоотношений. Британский министр Европы Джеффри Хун отметил, что референдум соответствовал международным стандартам, а также добавил, что «народ Черногории выразил ясное желание за создание независимого государства».
Министерство иностранных дел Китайской Народной Республики заявило, что «КНР уважает выбор народа Черногории, и окончательный результат референдума». Все пять постоянных членов СовБеза ООН единодушно признали результаты референдума о независимости Черногории.

## Реакция в Сербии
Президент Сербии Борис Тадич признал итоги референдума о независимости Черногории сразу после оглашения результатов голосования. Премьер-министр Сербии Воислав Коштуница, являвшийся противником независимости Черногории, признал результаты референдума лишь в конце недели.
Премьер-министр Косова под эгидой МООНК Агим Чеку заявил: «Это последний акт исторической ликвидации Югославии. В этом году Косово последует примеру Черногории».
По информации хорватской газеты «Вечерни Лист» региональные организации сербов, проживающих в Боснии и Герцеговине, планировали также подготовку к проведению референдума о независимости Республики Сербской. Хотя по заявлениям министра иностранных дел Боснии Младена Иванича референдум в Черногории не повлияет на Боснию и Герцеговину и на ситуацию на Балканах в целом. Эта информация вызвала осуждение США, ЕС и других стран. Премьер-министр Республики Сербской Милорад Додик позже отказался от идеи подготовки к такому референдуму, поскольку он дестабилизировал бы обстановку в Боснии и нарушал бы принципы Дейтонского мирного соглашения.